# Бувар, Алексис
Алекси́с Бува́р (фр. Alexis Bouvard; 27 июня 1767, Ле-Контамин-Монжуа — 7 июня 1843, Париж) — французский астроном. Член Парижской Академии наук (1803), иностранный член Лондонского королевского общества (1826).

## Биография
Бувар состоял членом Бюро долгот и директором Парижской обсерватории. Из его сочинений наиболее известно «Nouvelles tables des planètes Jupiter et Saturne» (1808). Открыл 8 комет и произвёл наблюдения над изменениями орбиты Урана, которые приписывал ещё неизвестной, предполагаемой им планете; предположение это блистательно оправдалось в 1846 году, когда астрономом И. Галле на основе вычислений Леверье была открыта планета Нептун.

## Эпонимы
В 1970 году в честь Бувара названа долина на Луне.